# La misma gente
La misma gente foi uma banda de rock venezuelana formada na cidade de San Antonio dos Altos, estado Miranda, na década de 1970. 
Eles são considerados um clássico do rock venezuelano.

## Biografia
Em 1997 foram nominados na primeira entrega Prêmios Venezuela Pop&Rock por melhor disco, e a Ike Lizardo como melhor baixo, em 2005 ganharam um reconhecimento "Menção especial" no Prêmios Metal Feito em Venezuela (2004-2005) por sua trajectória.

## Discografía
- Por fin (1983)
- Luz y fuerza (1984)
- Tres (1986)
- A la calle (1992)
- La misma gente (1996)
- Somos todos (2008)
- La vela que no se apaga (2011)